# Yang Jiechi
Yang Jiechi (chiń. upr. 杨洁篪; chiń. trad. 楊潔篪; pinyin Yáng Jiéchí; ur. 1 maja 1950 w Szanghaju) – chiński polityk i dyplomata.

## Życiorys
W 1975 ukończył studia w London School of Economics. W latach 1998–2001 oraz 2005–2007 pełnił funkcję wiceministra spraw zagranicznych. Od 2001 do 2005 był ambasadorem Chin w Stanach Zjednoczonych. W latach 2007–2013 był ministrem spraw zagranicznych Chińskiej Republiki Ludowej, w marcu 2013 został radcą rządowym w gabinecie premiera Li Keqianga.

## Odznaczenia i wyróżnienia
- Order Księcia Jarosława Mądrego V klasy (Ukraina, 2010)[1]
- Order Pakistanu II klasy (Pakistan, 2012)[2]
- Doktor honoris causa Genewskiej Szkoły Dyplomacji (2009)[3]